# Jacques Pessers
Jacques Pessers (Tilburg, 5 febbraio 1896 – Tilburg, 3 aprile 1961) è stato un vescovo cattolico olandese.
Missionario verbita nelle Piccole Isole della Sonda, è stato il primo vicario apostolico del Timor olandese (detto poi di Atambua).

## Biografia
Già prete secolare della diocesi di 's-Hertogenbosch, il 21 settembre 1922 abbracciò la vita religiosa nella Società del Verbo Divino e fu destinato alle missioni nelle Piccole Isole della Sonda, nell'India olandese. Svolse il suo apostolato sull'isola di Timor.
Il 1º giugno 1937 papa Pio XI lo elesse vescovo di Candiba in partibus e primo vicario apostolico del Timor olandese.
A causa della seconda guerra mondiale il suo lavoro subì un arresto: la maggior parte dei missionari fu deportata e internata in campi di concentramento e numerose chiese e opere parrocchiali andarono distrutte.
Dopo la fine della guerra il vicariato apostolico cambiò titolo (da Timor olandese ad Atambua) e il lavoro missionario riprese: nel 1950 fu aperto un seminario minore e nel 1956 il vescovo fondò la congregazione delle Ancelle del Cuore Immacolato di Maria.
Lasciò la guida del vicariato apostolico nel 1957, per motivi di salute.

## Genealogia episcopale e successione apostolica
La genealogia episcopale è:
- Vescovo Johannes Wolfgang von Bodman
- Vescovo Marquard Rudolf von Rodt
- Vescovo Alessandro Sigismondo di Palatinato-Neuburg
- Vescovo Johann Jakob von Mayr
- Vescovo Giuseppe Ignazio Filippo d'Assia-Darmstadt
- Arcivescovo Clemente Venceslao di Sassonia
- Arcivescovo Massimiliano d'Asburgo-Lorena
- Vescovo Kaspar Max Droste zu Vischering
- Vescovo Cornelius Ludovicus van Wijckerslooth van Schalkwijk
- Arcivescovo Joannes Zwijsen
- Vescovo Franciscus Jacobus van Vree
- Arcivescovo Andreas Ignatius Schaepman
- Arcivescovo Pieter Mathijs Snickers
- Vescovo Gaspard Josephus Martinus Bottemanne
- Arcivescovo Hendrik van de Wetering
- Vescovo Arnold Frans Diepen
- Vescovo Jacques Pessers, S.V.D.

La successione apostolica è:
- Vescovo Theodorus van den Tillaart, S.V.D. (1958)